# Zdeněk Ujčík
Zdeněk Ujčík (24. ledna 1925, Praha – ?) byl československý hokejový obránce. Po skončení aktivní kariéry působil jako trenér, na olympijských hrách 1964 v Innsbrucku vedl jako hlavní trenér domácí Rakousko.

## Hráčská kariéra
Reprezentoval Československo ve 2 zápasech v letech 1953 a 1955. V lize hrál za Spartak Praha Sokolovo. Získal 2 mistrovské tituly.